# Ромераль (вулкан)
Ромераль (исп. Romeral) — стратовулкан, расположен в департаменте Кальдас, Колумбия. Вулкан, расположен в 16 км к юго-востоку от городка Арансасу, это самый северный вулкан в Южной Америке. К северо-западу от Ромераль расположен вулкан Серро Браво.

## География и геология
Вулкан является частью массива Руис-Толима (Кордильера-Централь). Расположен в пределах Северной вулканической зоны Андского вулканического пояса, где находятся 75 из 204 вулканов времен Голоцена в Южной Америке. Магматическая горная порода состоит в основном из дацита и андезита. Андский вулканический пояс образовался в результате субдукции плиты Наска, которая продвигается под южноамериканскую плиту. Как и многие другие вулканы, образовавшиеся в зонах субдукции, Ромераль характеризуется извержениями плинианского типа. В результате таких извержений, на северо-западной стороне от вулкана, образовалось два месторождения пемзы разделённых слоем почвы. Радиоуглеродный анализ показал, что месторождения образовались около 8460 и 7340 лет назад.